# Meríones

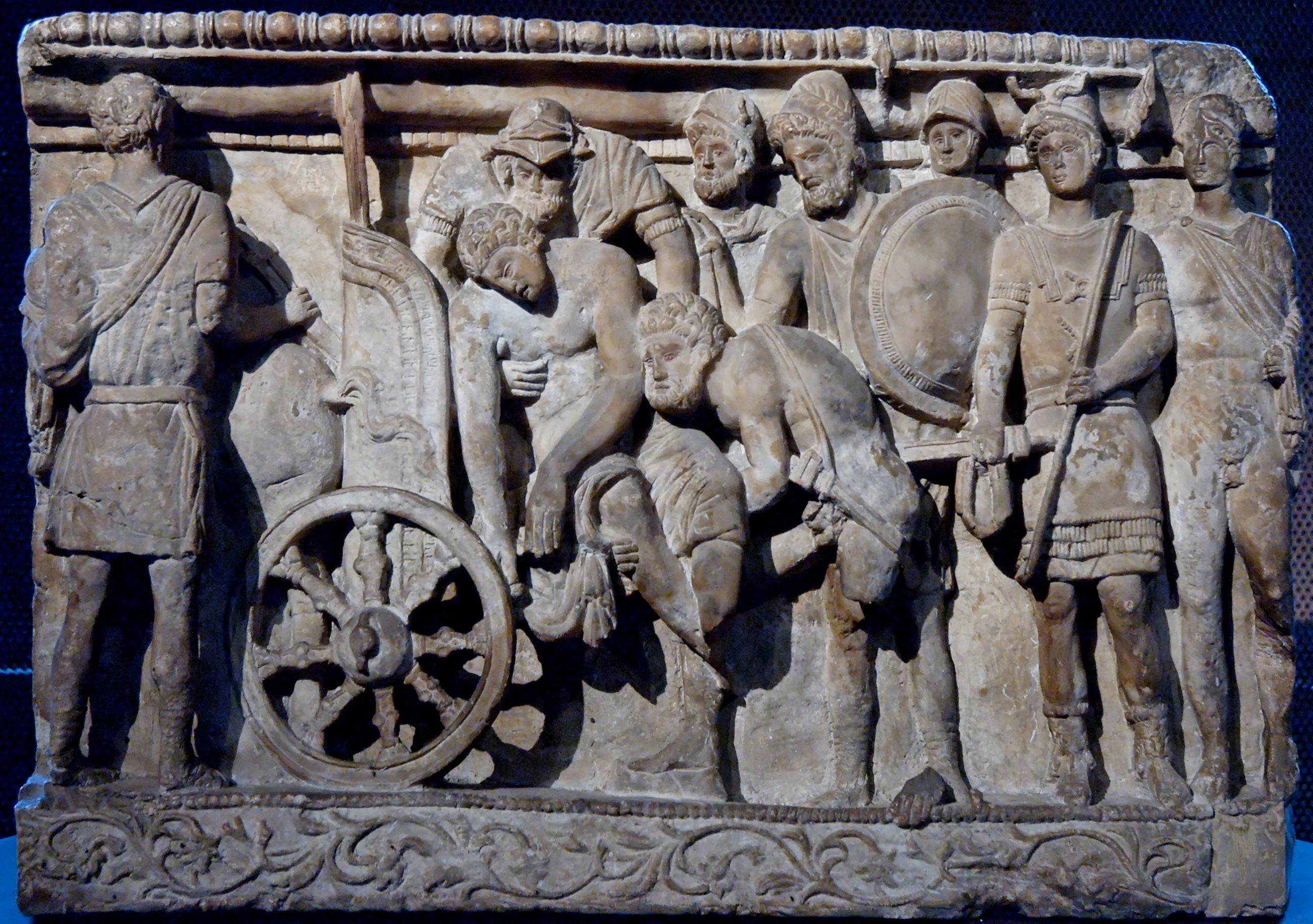
Menelao y Meríones suben el cadáver de Patroclo a un carro (urna etrusca del siglo II a. C.)

En la mitología griega, Meríones (Μηριόνης; Mērionēs) es un héroe griego que participó en la Guerra de Troya. Era de linaje real, pues su padre fue Molo, un hijo bastardo del rey Deucalión de Creta. Su madre era Evipe. Es el más fiel compañero del rey Idomeneo, junto con quien manda el contingente cretense. Como antiguo pretendiente de Helena hubo de luchar en el bando griego. Dares Frigio dice que «era pelirrojo, de mediana estatura, de cuerpo redondeado, vigoroso, obstinado, cruel e impaciente».
En el relato homérico desempeña un papel secundario, pero aun así bastante destacado. Participa en el consejo de guerra nocturno, y en el campo de batalla realiza diversas hazañas, matando a los héroes Adamante, Acamante, Harpalión, Moris, Hipotión y Laógono. Asimismo hiere a Deífobo, y escapa a duras penas de las manos del troyano Eneas.
Es uno de los guerreros que se disputan el cadáver de Patroclo, y el encargado de reunir la leña para la pira del amigo de Aquiles. En los juegos fúnebres que este último organiza en honor del difunto, participa en la carrera de carros, el tiro con arco y el lanzamiento de jabalina, venciendo en la segunda de estas pruebas, como buen cretense.
Tras la caída de Troya, regresa sin novedad a Cnosos. Leyendas posteriores lo sitúan en Sicilia, donde es acogido por los colonos cretenses. Se le atribuye la fundación de Cresa, en Paflagonia.